# 三木治朗
三木 治朗（みき じろう、1885年（明治18年）4月16日 - 1963年（昭和38年）7月18日）は、日本の政治家。労働運動家。参議院副議長（第3代）。参議院議員（2期）。

## 経歴
東京府東京市四谷区忍町（現東京都新宿区）生まれ。1895年西御田小学校を卒業し、小間物問屋の丁稚奉公の後、海軍工廠を経て池上鉄工所の旋盤工として働いているときの1913年友愛会に入り、北海道に渡り室蘭日本製鋼所に勤める。同時に友愛会室蘭支部を結成する。1916年上京し、労働運動に携わり、1926年東京製鋼労働組合主事、日本労働総同盟中央委員、神奈川県連会長、同顧問、神奈川労働学校校長を経て、社会大衆党に入り、1936年川崎市会議員などを歴任する。市議時代の4年は国際労働機関総会の労働代表として同行する。
戦後、日本社会党に入り、1946年の川崎市長選挙に立候補したが、元市議長の金刺不二太郎に敗れた。翌1947年の第1回参議院議員通常選挙で神奈川県から社会党公認で立候補してトップ当選。1950年に参議院副議長に就任する。1953年に再選。参議院議員を2期務め、1959年に引退した。1963年7月18日死去、78歳。死没日をもって勲一等瑞宝章追贈、正三位に叙される。